# Benicio del Toro
Benicio del Toro (San Germán, 19 de febrer de 1967) és un actor, productor, guionista i director de cinema porto-riqueny, nacionalitzat espanyol, guanyador d'un premi Oscar, i guanyador del premi al millor actor en el Festival de Canes del 2008 per la seva interpretació del famós revolucionari, Ernesto Guevara, a la cinta de Steven Soderbergh Guerrilla: The Argentine.

## Biografia
Benicio del Toro és el segon fill d'un parell d'advocats, creix a Santurce, un barri de San Juan de Puerto Rico. El seu germà gran, Gustavo, treballa d'oncòleg pediàtric a Manhattan. Després de la mort de la seva mare quan té 9 anys, la família es trasllada a Mercersburg en la zona rural de Pennsilvània. A partir dels 13 anys, Benicio és inscrit a les millors escoles. El seu pare vol fer d'ell un advocat.
Segueix els consells del seu pare i marxa a estudiar a la Universitat de Califòrnia a San Diego, però ho abandona ràpidament per entrar a la cèlebre Square Acting School de Nova York. Obté petits papers en diverses sèries entre les quals Miami Vice el 1984 o Ohara el 1987. Obtindrà una mica més tard el seu primer gran paper a Llicència per matar i és el més jove adversari de James Bond, que va suposar el seu salt a la fama. Actua a Por i fàstic a Las Vegas al costat de Johnny Depp, així com a The Usual Suspects de Bryan Singer. Es troba també en Snatch (porcs i diamants) de Guy Ritchie i a 21 grams o Sin City, adaptació del còmic de Frank Miller.
Es va estrenar com a productor el 1995 amb el curt Submission, protagonitzat per l'actor estatunidenc Matthew McConaughey, i tracta d'un negoci de drogues a l'habitació d'un hotel.
Ha rebut un Oscar al millor actor secundari i un Globus d'Or al millor actor secundari pel seu paper a la pel·lícula Traffic. Se li va atorgar el premi Raúl Juliá del San Juan Cinemafest de 1998, per la seva contribució a la indústria cinematogràfica porto-riquenya. Al Festival Internacional de Cinema de Cannes va guanyar el Premi a la interpretació masculina per encarnar a Ernesto Guevara a la pel·lícula Che: The Argentine.
Quant a la seva vida amorosa, ha mantingut relacions amb les actrius Valeria Golino, Alicia Silverstone i Chiara Mastroianni.
Benicio no està emparentat amb el director de cinema mexicà Guillermo del Toro.

## Filmografia

### Actor
- 1988: Big Top Pee-wee, de Randal Kleiser: Duke
- 1989: Llicència per matar (Licence to kill), de John Glen: Dario
- 1990: Estrany vincle de sang (The Indian Runner), de Sean Penn: Miguel
- 1992: Les aventures de Cristòfor Colom (Christopher Columbus: The Discovery), de John Glen: Alvaro Haranna
- 1993: Com guanyar un milió de lliures (Money for nothing), de Ramon Menendez: Dino Palladino
- 1993: Huevos de oro, de Bigas Luna: Manny Rodrigo
- 1994: Lluna de passió (China moon), de John Bailey: Lamar Dickey
- 1994: The Usual Suspects, de Bryan Singer: Fred Fenster
- 1995: Swimming with sharks, de George Huang… Rex
- 1996: El funeral (The funeral), d'Abel Ferrara: Gaspare
- 1996: Basquiat, de Julian Schnabel: Benny Dalmau
- 1996: Jugant amb el perill (Joyride): inspector Lopez
- 1996: Fanàtic (The Fan), de Tony Scott: Juan Primo
- 1997: Excés d'equipatge (Excess Baggage), de Marco Brambilla: Vincent Roche
- 1998: Por i fàstic a Las Vegas (Fear and Loathing in Las Vegas), de Terry Gilliam: Doctor Gonzo
- 2000: Snatch (porcs i diamants) (Snatch), de Guy Ritchie: Francky "quatre dits"
- 2000: Segrest infernal (The Way of the Gun), de Christopher McQuarrie: Mr. Longbaugh
- 2000: Traffic, de Steven Soderbergh: Javier Rodriguez
- 2000: El jurament (The Pledge), de Sean Penn: Toby Jah Wadehnah
- 2002: The Hunted (La presa), de William Friedkin: Aaron Hallam
- 2002: 21 grams, d'Alejandro González Iñárritu: Jack Jordan
- 2004: Sin City, de Robert Rodriguez: Jackie Boy
- 2007: Things We Lost in the Fire, de Suzanne Bier: Jerry Sunborne
- 2008: Che: The Argentine de Steven Soderbergh: Ernesto "Che" Guevara
- 2010: The Wolfman: Lawrence Talbot
- 2010: Somewhere: ell mateix (cameo)
- 2011: The Upsetter: Narrador
- 2012: Savages: Lado
- 2012: 7 Days in Havana: ell mateix
- 2013: Jimmy Picard: Jimmy Picard
- 2013: Thor: The Dark World: Taneleer Tivan / The Collector (cameo)
- 2014: Guardians of the Galaxy: James Gunn
- 2014: Inherent Vice: Sauncho Smilax
- 2014: Escobar: Paradise Lost: Pablo Escobar
- 2015: A Perfect Day: Mambrú
- 2015: Sicari: Alejandro Gillick
- 2015: The Little Prince: La serp (veu)
- 2017: Star Wars: Els últims Jedi: DJ
- 2018: Avengers: Infinity War: Taneleer Tivan / The Collector
- 2018: Sicario: Day of the Soldado: Alejandro Gillick
- 2020: The French Dispatch: Moses Rosenthaler

### Director
- 1995: Submission

### Productor
- 1995: Submission
- 2006: Guerrilla
- 2007: Mal de amores, de Carlos Ruíz Ruíz
- 2010: The Wolfman

### Guionista
- 1995: Submission

## Premis

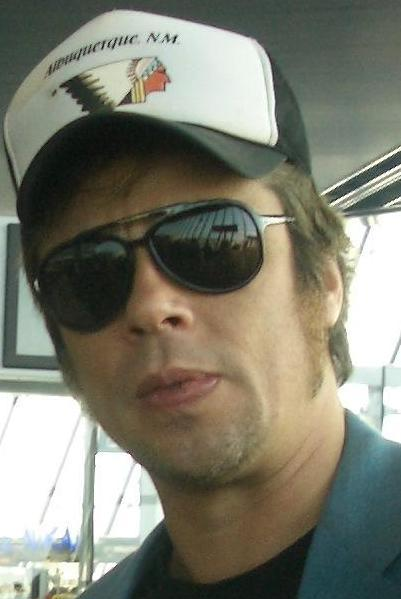
Benicio del Toro a Puerto Rico.

### Oscar
| Any  | Categoria                       | Pel·lícula | Resultat  |
| ---- | ------------------------------- | ---------- | --------- |
| 2000 | Oscar al millor actor secundari | Traffic    | Guanyador |
| 2003 | Oscar al millor actor secundari | 21 grams   | Nominat   |

### Premi Globus d'Or
| Any  | Categoria                             | Pel·lícula | Resultat  |
| ---- | ------------------------------------- | ---------- | --------- |
| 2000 | Globus d'Or al millor actor secundari | Traffic    | Guanyador |

### Screen Actors Guild
| Any  | Categoria                                     | Pel·lícula | Resultat  |
| ---- | --------------------------------------------- | ---------- | --------- |
| 2000 | Screen Actors Guild al millor repartiment     | Traffic    | Guanyador |
| 2000 | Screen Actors Guild al millor actor           | Traffic    | Guanyador |
| 2003 | Screen Actors Guild al millor actor secundari | 21 grams   | Nominat   |

### Festival de Canes
| Any  | Categoria                          | Pel·lícula               | Resultat  |
| ---- | ---------------------------------- | ------------------------ | --------- |
| 2008 | Premi a la interpretació masculina | Guerrilla: The Argentine | Guanyador |

### Goya
| Any  | Categoria                               | Pel·lícula               | Resultat  |
| ---- | --------------------------------------- | ------------------------ | --------- |
| 2008 | Premi Goya al millor actor protagonista | Guerrilla: The Argentine | Guanyador |